# Dorado (Puerto Rico)
Dorado is een van de 78 gemeenten (municipio) in de vrijstaat Puerto Rico.
De gemeente heeft een landoppervlakte van 60 km² en telt 34.017 inwoners (volkstelling 2000).